# Osteospermum
Osteospermum är ett släkte av korgblommiga växter. Osteospermum ingår i familjen korgblommiga växter.

## Bildgalleri

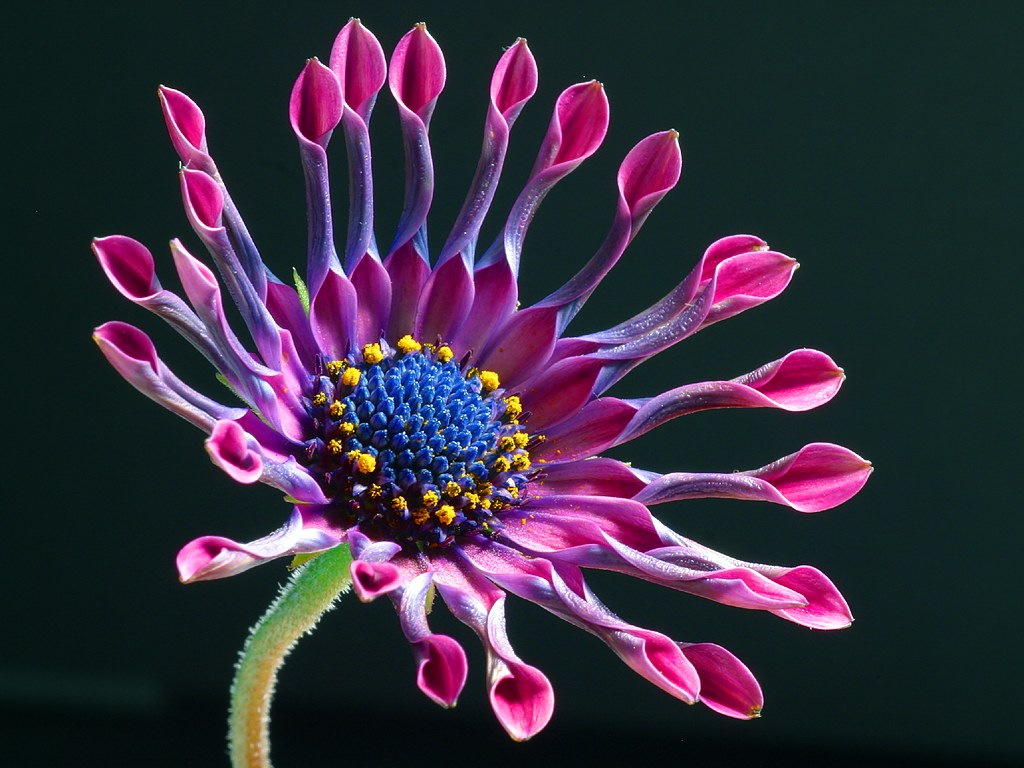
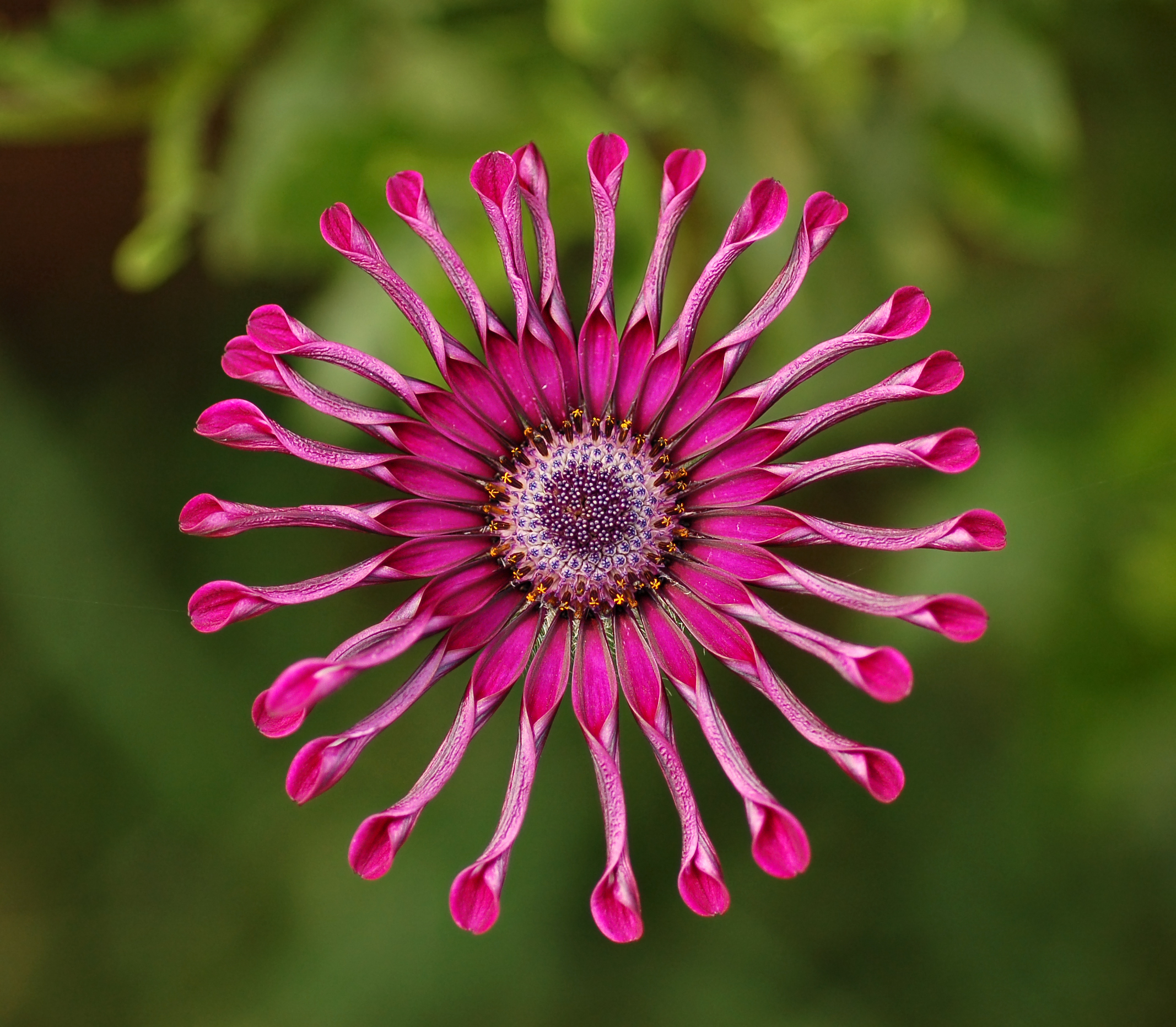
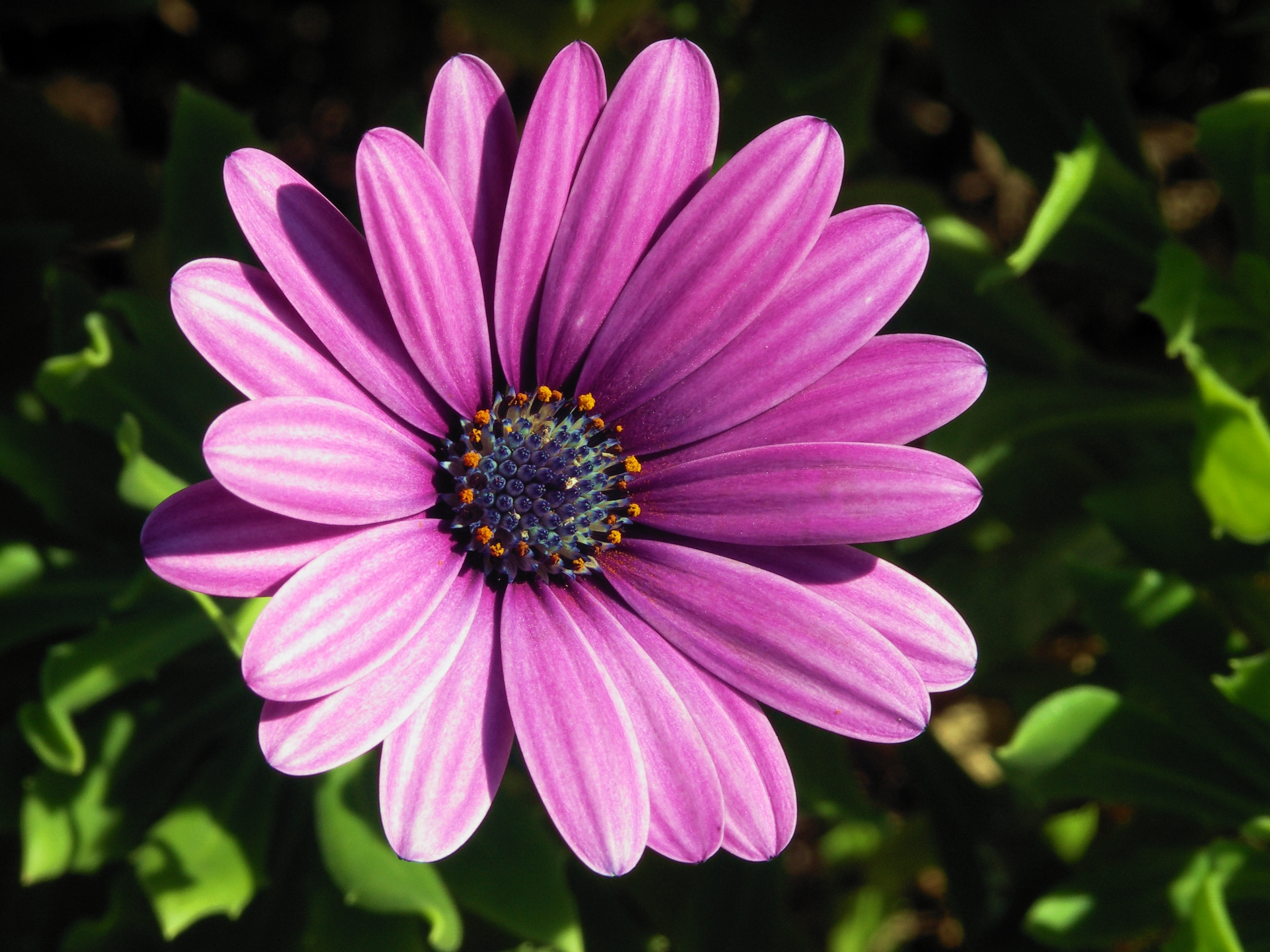
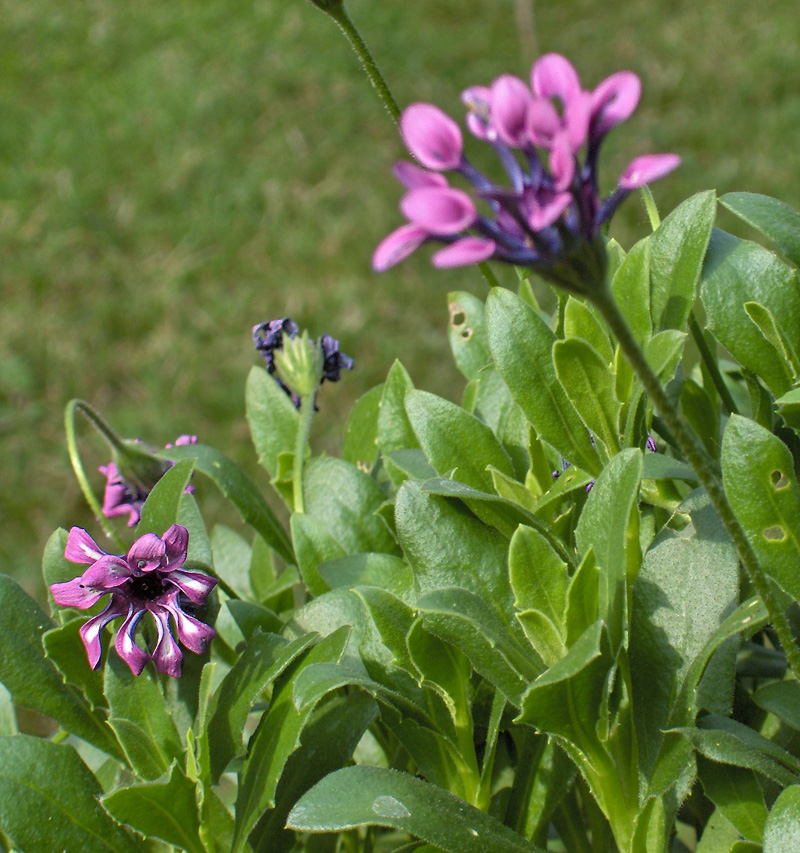
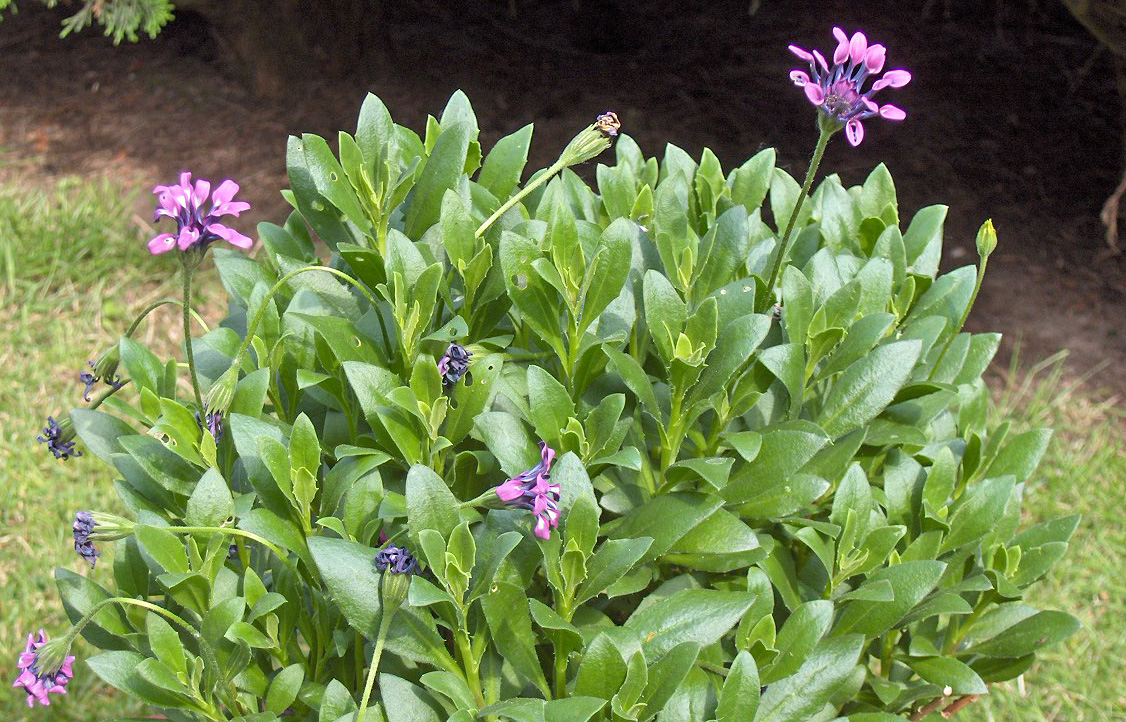
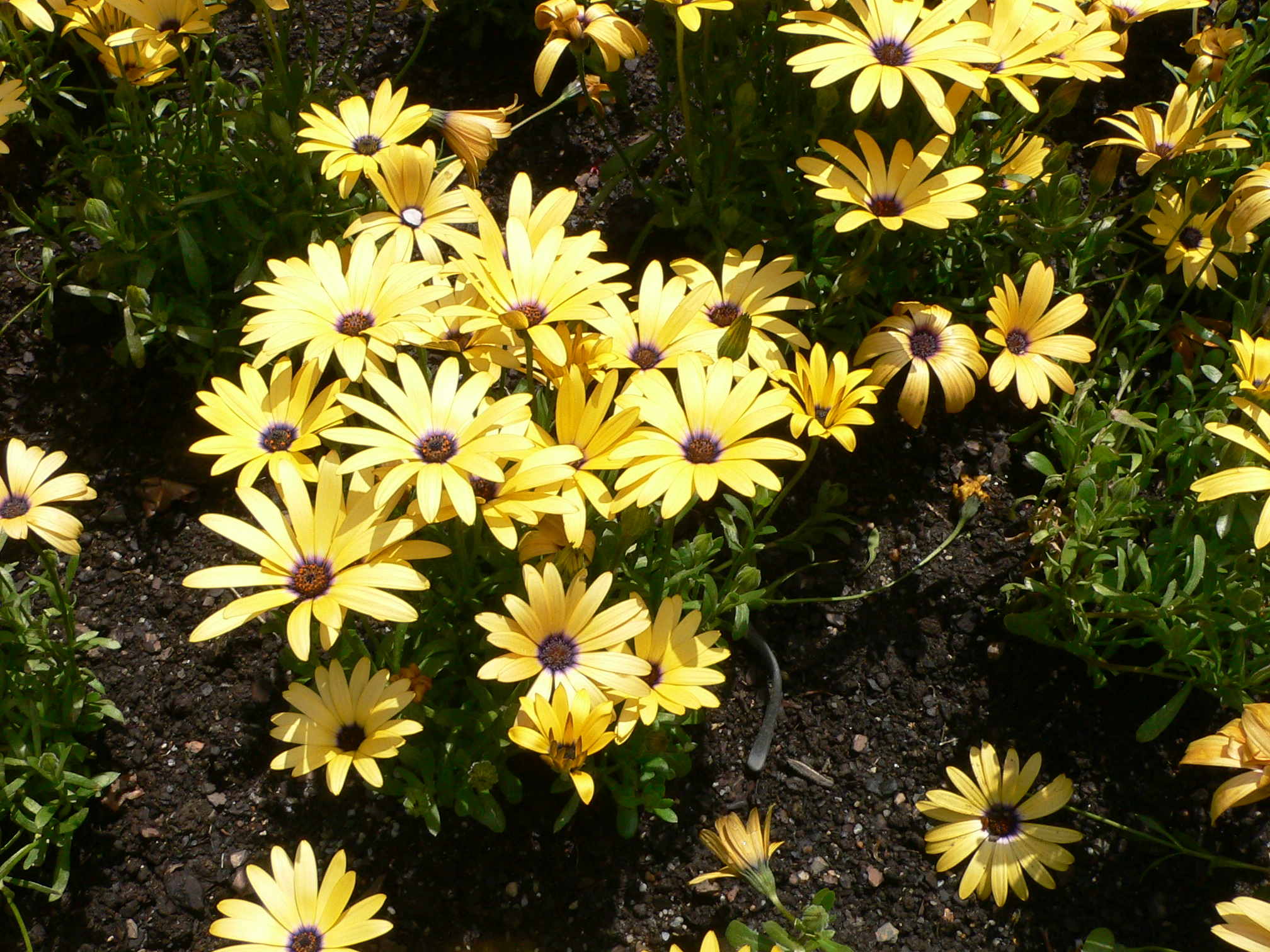

## Dottertaxa tillOsteospermum, i alfabetisk ordning[1]
- Osteospermum acanthospermum
- Osteospermum aciphyllum
- Osteospermum armatum
- Osteospermum asperulum
- Osteospermum attenuatum
- Osteospermum australe
- Osteospermum bidens
- Osteospermum bolusii
- Osteospermum burttianum
- Osteospermum calendulaceum
- Osteospermum ciliatum
- Osteospermum corymbosum
- Osteospermum ecklonis
- Osteospermum elsieae
- Osteospermum fruticosum
- Osteospermum glabrum
- Osteospermum grandidentatum
- Osteospermum grandiflorum
- Osteospermum hafstroemii
- Osteospermum herbaceum
- Osteospermum hirsutum
- Osteospermum hispidum
- Osteospermum imbricatum
- Osteospermum junceum
- Osteospermum karooicum
- Osteospermum lanceolatum
- Osteospermum leptolobum
- Osteospermum microcarpum
- Osteospermum microphyllum
- Osteospermum montanum
- Osteospermum muricatum
- Osteospermum pinnatum
- Osteospermum polygaloides
- Osteospermum potbergense
- Osteospermum pterigoideum
- Osteospermum pyrifolium
- Osteospermum rigidum
- Osteospermum rotundifolium
- Osteospermum scariosum
- Osteospermum sinuatum
- Osteospermum spinescens
- Osteospermum spinosum
- Osteospermum striatum
- Osteospermum subulatum
- Osteospermum thodei
- Osteospermum triquetrum